# Paolo Uccello

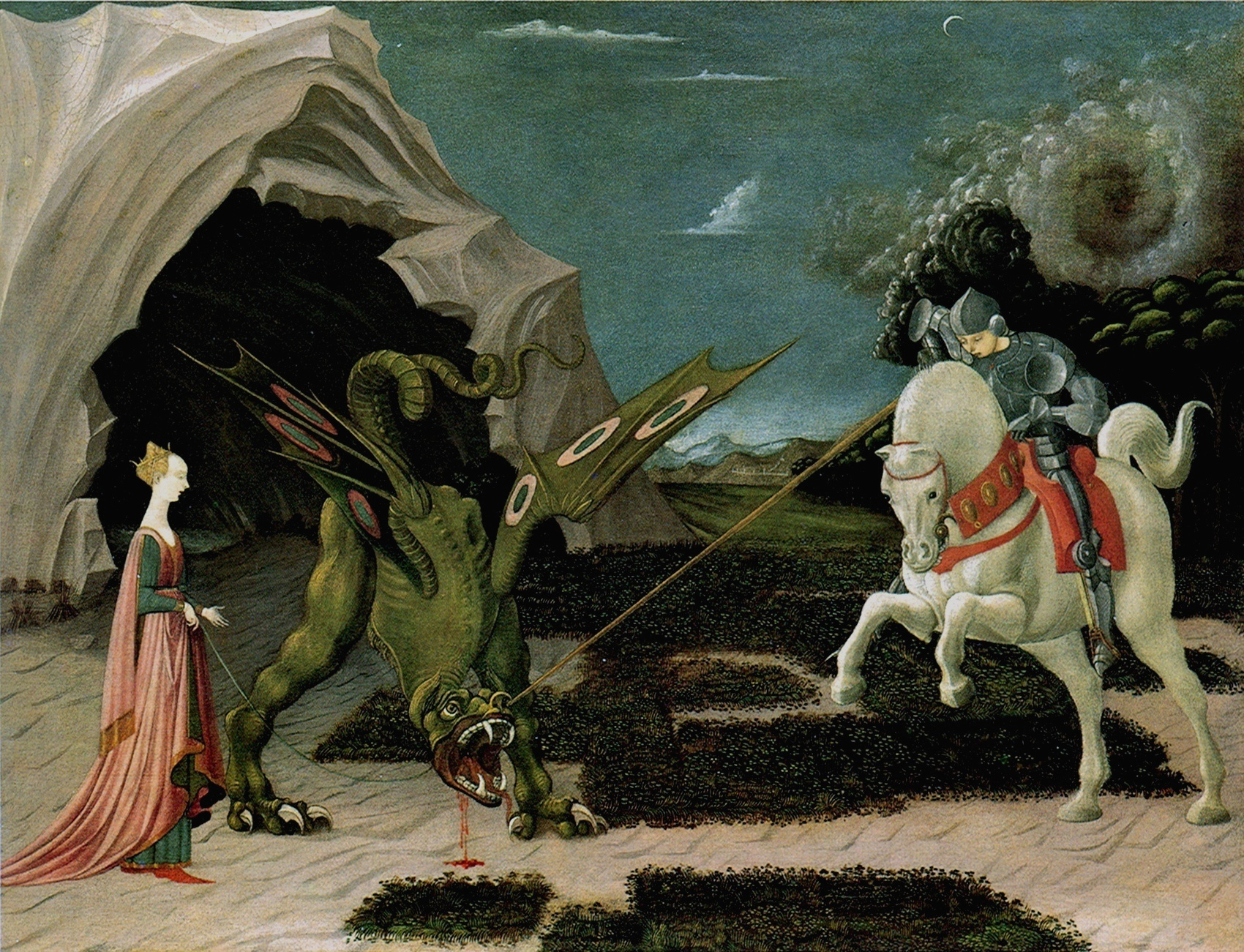
Święty Jerzy i smok, National Gallery w Londynie

Paolo Uccello, właśc. Paolo di Dono (ur. 1397 we Florencji, zm. 10 grudnia 1475 tamże) – włoski malarz okresu renesansu, koncentrujący się w swojej twórczości na problemach związanych z perspektywą. 
Urodził się we Florencji w rodzinie chirurga-cyrulika. W młodości uczył się w pracowniach florenckich artystów, m.in. razem z rzeźbiarzem Donatellem. Pierwsze dzieło to Epizody z Księgi Rodzaju (1424-1425) – freski w Zielonym Krużganku florenckiego kościoła Santa Maria Novella. 
Później wyjechał na pięć lat do Wenecji, gdzie pracował przy budowie Bazyliki Świętego Marka, wykonując projekty mozaik. Po powrocie do Florencji namalował Pomnik konny sir Johna Hawkwooda 1436 (po raz pierwszy podpisał się wówczas: Uccello; po włosku oznacza to Ptak). Później przyszło zamówienie ze strony Medyceuszy – Trzy Sceny z Bitwy pod San Romano. Dzieło to miało upamiętnić zwycięską bitwę Florentczyków z mieszkańcami Sieny, do jakiej doszło w roku 1432. Trzy obrazy (sceny bitewne) zdobyły powszechne uznanie i ozdobiły ściany hallu wejściowego, zwanego Salą Honorów, w Pałacu Medyceuszy. Obrazy te są uznawane za największe osiągnięcie artystyczne Paola Uccello i jedno z największych osiągnięć ówczesnej sztuki florenckiej (obok obrazów i fresków Masaccia).
Następne prace Uccella to freski i projekty witraży do katedry florenckiej. 
Współpraca z Donatellem zaprowadziła malarza do Padwy, gdzie namalował Olbrzymów (obraz zaginął). Po powrocie do Florencji Uccello kontynuował prace nad freskami w Zielonym Krużganku florenckiego kościoła Santa Maria Novella. Powstały tam Sceny z życia Noego (1447), w których widać wpływ Masaccia. Uccello malował dużo dla indywidualnych odbiorców. Powstały w tym okresie dwa obrazy ukazujące świętego Jerzego walczącego ze smokiem.
W wieku pięćdziesięciu pięciu lat Uccello ożenił się z dziewiętnastoletnią Tommasą di Benedetto Malifici, z którą miał wkrótce dwoje dzieci: Donata i Antonię. Studiował perspektywę i dokonał w tej dziedzinie ważnej zmiany, przechodząc ostatecznie od perspektywy umownej charakterystycznej dla gotyku do perspektywy naturalnej. Perspektywa naturalna zdominowała malarstwo na kilka stuleci, praktycznie do początków XX wieku. Przemianę widać zwłaszcza, kiedy porównuje się Bitwy pod San Romano z Polowaniem.
Uccello tworzył na przełomie wieków. W jego dziełach zawarte są elementy gotyku i malarstwa renesansowego. Jednak nad wpływem epoki przeważa indywidualna koncepcja artystyczna, która sprawiała kłopoty interpretacyjne współczesnym i późniejszym badaczom. To spowodowało, że jego dorobek popadł w zapomnienie.
Indywidualne cechy tego malarstwa sprawiły, że Uccellem zafascynowali się malarze XX wieku. 
Poszukując nowych form wyrazu, zwrócili się ku jego dziełu m.in. kubiści i surrealiści. Jedni opracowując zasady kompozycji i rytmu form, drudzy ulegając nastrojowi i odrealnieniu zawartemu w obrazach bardziej "gotyckich" np. Giorgio de Chirico i Celnik Rousseau. 
Stanisław Ignacy Witkiewicz odwoływał się do twórczości Uccella tworząc swoją teorię czystej formy. Niektórych artystów dwudziestowiecznych obrazy Włocha skłoniły do eksperymentów z perspektywą i porzucenia realizmu na rzecz swobody kreowania dzieła, które miało być interesujące samo w sobie. 
Dobrze tę ponadczasowość malarstwa Uccella wyraził francuski poeta Philippe Soupault pisząc: 
Chodzi o to, aby nie uznawać wyższości otoczenia nad człowiekiem. Paolo Uccello istnieje zarazem w czasie i na przekór niemu.

## Dzieła artysty
- Epizody z Księgi Rodzaju – 1424-1425, freski w Zielonym Krużganku florenckiego kościoła Santa Maria Novella
- Pomnik konny sir Johna Hawkwooda – 1436, fresk, 820 × 515 cm, katedra Santa Maria del Fiore, Florencja
- Trzy Sceny z Bitwy pod San Romano – 1435-1440
- Sceny z życia Noego – 447, freski w Zielonym Krużganku florenckiego kościoła Santa Maria Novella
- Święty Jerzy walczący ze smokiem – 1439-1440
- Zegar – fresk, 460 × 460 cm, katedra Santa Maria del Fiore, Florencja
- Święty Jerzy i smok – 1470, National Gallery w Londynie